# شاريل أتكيسون
شاريل أتكيسون (مواليد 26 يناير 1961) صحفية ومراسلة تلفزيونية أمريكية. تستضيف برنامج مجموعة سينكلير برودكاست التلفزيوني قياس كامل مع شاريل أتكيسون.
أتكيسون حاصلة على جائزة إيمي خمس مرات، وحائز على جائزة إدوارد ر. مورو من رابطة الأخبار الإذاعية والتلفزيونية الرقمية. كانت سابقًا مراسلة استقصائية في مكتب أخبار سي بي إس بواشنطن ومذيعة بديلة لـأخبار المساء سي بي إس ثم انتقلت إلى موقع دايلي سيغنال، وهو موقع إخباري سياسي محافظ يقدم تعليقات سياسية من منظور محافظ، والذي يتم تمويله من قبل مؤسسة التراث.
استقالت أتكيسون من شبكة سي بي إس نيوز في 10 مارس 2014، بعد 21 عامًا مع الشبكة. كتبت لاحقًا كتاب Stonewalled، الذي زعمت فيه أن أخبار سي بي إس فشلت في تقديم تغطية كافية لخلافات باراك أوباما، مثل هجوم بنغازي عام 2012. تلقت أتكيسون انتقادات لنشرها قصصًا تشير إلى وجود صلة محتملة بين اللقاحات والتوحد، وهو ادعاء رفضه المجتمع العلمي.